# Anomalomyia picta
Anomalomyia picta är en tvåvingeart som beskrevs av Loïc Matile 1993. Anomalomyia picta ingår i släktet Anomalomyia och familjen svampmyggor.
Artens utbredningsområde är Nya Kaledonien. Inga underarter finns listade i Catalogue of Life.